# Чедертон, Лоренс
Лоренс Чедертон (англ. Laurence Chaderton, ок. 1536—1640) — английский пуританский священнослужитель, первый ректор Эммануил-колледжа Кембриджского университета. Один из переводчиков Библии короля Якова.

## Биография
Лоренс Чедертон родился в 1536 году в Олдеме, близ Манчестера. Точная дата его рождения не известна, поскольку ведение приходских записей в Англии началось только в 1538 году. Его отец (по имени Томас или Эдмунд) принадлежал к старинному состоятельному семейству и не разделял протестантские идеи. Первоначальное образование Чедертон получил под руководством католического священника Лоренса Во, а в 1562 году начал обучение в кембриджском колледже Христа. Первое время Чедертон мало уделял внимания учёбе, больше увлекаясь охотой. Известен случай, когда благодаря своей силе и умению в стрельбе из лука он спас от горожан будущего архиепископа Кентерберийского Ричарда Бэнкрофта (1544—1610). В начале правления Елизаветы I Кембридж стал центром распространения пуританских идей, и молодой выпускник примкнул к группе, включавшей преподавателей Томаса Картрайта, Эдварда Деринга, Ричарда Гринэма, и их многочисленных единомышленников. Узнав об этом, Чедертон-старший решил перевести сына в Иннс-оф-корт для обучения на юриста, обещая платить 30 фунтов в год, но тот отказался. В результате отец отправил Лоренсу кошелёк с одним шиллингом и советом идти побираться, то есть лишив наследства. Тем не менее Чедертон-младший оказался твёрд в своём решении, и в 1567 году получил степень бакалавра, звание феллоу в следующем году, и завершил образование в 1571 году со степенью магистра. Следующие пятьдесят лет Лоренс Чедертон проповедовал в церкви святого Климента — очень благочестиво и «методично», согласно определению современника Гэбриэла Харви.
В 1576 году, обретя финансовую независимость, Чедертон женился на Сесилии Калвервелл (Cecilia Culverwell, ум. 1631). В браке у них была единственная дочь Элизабет, вышедшая замуж за Абрахама Джонсона. В 1570-е и 1580-е годы Чедертон занимал различные академические посты в колледже Христа. В 1581 году имел место его известный спор с профессором богословия леди Маргарет Питером Баро о природе оправдывающей веры. Когда в 1584 году канцлер казначейства Уолтер Мидмэй решил основать новый колледж для подготовки благочестивых проповедников, его выбор в качестве первого ректора пал на Лоренса Чедертона. Когда Джон Уитгифт стал архиепископом в 1583 году в стране усилились преследования религиозных радикалов, требовавших углубления реформирования церкви Англии в пресвитерианском духе. В 1584 году в поддержку пресвитерианства Чедертон анонимно опубликовал трактат «Fruitfull Sermon». В 1595 году вместе с другими главами колледжей он подписал Ламбетские статьи, призванные урегулировать спорные вопросы о предопределении. В начале царствования Якова I Чедертон участвовал Хэмптон-кортской конференции, ставшей неудачной попыткой добиться примирения между пуританами и официальной церковью.
При Ричарде Бэнкрофте, сменившем в 1604 году Уитгифта, давление на пуритан усилилось, но Чедертона защищала старая дружба. Почти год он упорствовал не надевал на богослужения стихарь, пока король не приказал отрешить его, ели тот будет продолжать упорствовать. В тот же период Чедертон, вместе с шестью другими богословами, участвовал в подготовке нового английского перевода Библии, известного как Библия короля Якова. В 1613 году, во время визита короля в Эммануил-колледж, Лоренсу Чедертону было присвоено звания доктора богословия. Около 1618 года, в возрасте 82 лет он прекратил чтение проповедей в церкви святого Климента, и 26 октября 1622 года подал в отставку с поста ректора колледжа. Чедертон умер 13 ноября 1640 на 105 году жизни, дожив до выпуска из своего колледжа трёх внуков и одного внучатого племянника.

## Историография
Первая биография Чедертона была написана одним из его преемников на посту мастера Эммануил-колледжа, Уильямом Диллигхэмом («Vita Laurentii Chadertoni», 1700). Во второй половине XX века появилось несколько посвящённых ему диссертаций, биографический исследований и глав в трудах по истории Эммануил-колледжа. Труды Чедертона после 1613 года не издавались. По определению историка Патрика Коллинсона, Чедертон был «папой кембриджского пуританства»